# Hiroyoshi Nishizawa
Hiroyoshi Nishizawa (em japonês: 西澤 広義; Nishizawa Hiroyoshi, Nagano, Japão, 27 de janeiro de 1920– Mindoro, Filipinas, 26 de outubro de 1944) foi um aviador naval e ás da aviação japonês, do Serviço Aéreo da Marinha Imperial Japonesa [en] durante a Segunda Guerra Mundial. Nishizawa era conhecido entre seus colegas como "o Demônio", devido às suas acrobacias aéreas brilhantes, imprevisíveis e de tirar o fôlego, além do excelente controle de sua aeronave durante o combate. Juntamente com seus colegas ases, Saburō Sakai e Toshio Ōta, ele era membro do famoso "trio de limpeza" do Kōkūtai de Tainan, e participaria de ações na Campanha da Nova Guiné e nas batalhas aéreas travadas sobre Guadalcanal e sobre as Ilhas Salomão.
Nishizawa foi morto em 1944, durante a Campanha das Filipinas, enquanto estava a bordo de uma aeronave de transporte da Marinha Imperial Japonesa. É possível que ele tenha sido o ás da aviação japonês a obter maior sucesso durante a guerra, já que teria dito pessoalmente ao seu último comandante ter alcançado um total de 86 ou 87 vitórias em combate aéreo. Após a guerra, Nishizawa foi associado ao número de 103 e ao número de 147 vitórias, porém ambos os números foram considerados imprecisos, devido ao hábito de os militares japoneses, após 1941, registrarem suas vitórias para o grupo de pilotos, ao invés de individualmente.[carece de fontes?]

## Vida
Hiroyoshi Nishizawa nasceu em 27 de janeiro de 1920 em uma vila nas montanhas da prefeitura de Nagano, quinto filho de Mikiji e Miyoshi Nishizawa. Seu pai era gerente de uma fábrica de saquê. Depois de se formar no ensino fundamental, ele começou a trabalhar em uma fábrica têxtil.
Em junho de 1936, um cartaz chamou sua atenção: um apelo para que voluntários se juntassem ao Curso Preparatório de Aviadores Navais (em japonês: 予科練; yokaren). Nishizawa se candidatou e se qualificou como piloto na sétima turma da Força Aérea da Marinha Japonesa. Em março de 1939, completou seu curso de treinamento de voo, graduando-se em 16º lugar dentre 71 alunos. Antes do início da guerra, Hiroyoshi serviu com os kōkūtai Oita, Omura e Suzuka. Em outubro de 1941, foi transferido para o Kōkūtai de Chitose, com a patente de suboficial de primeira classe.

## Premonição e voluntariado à morte

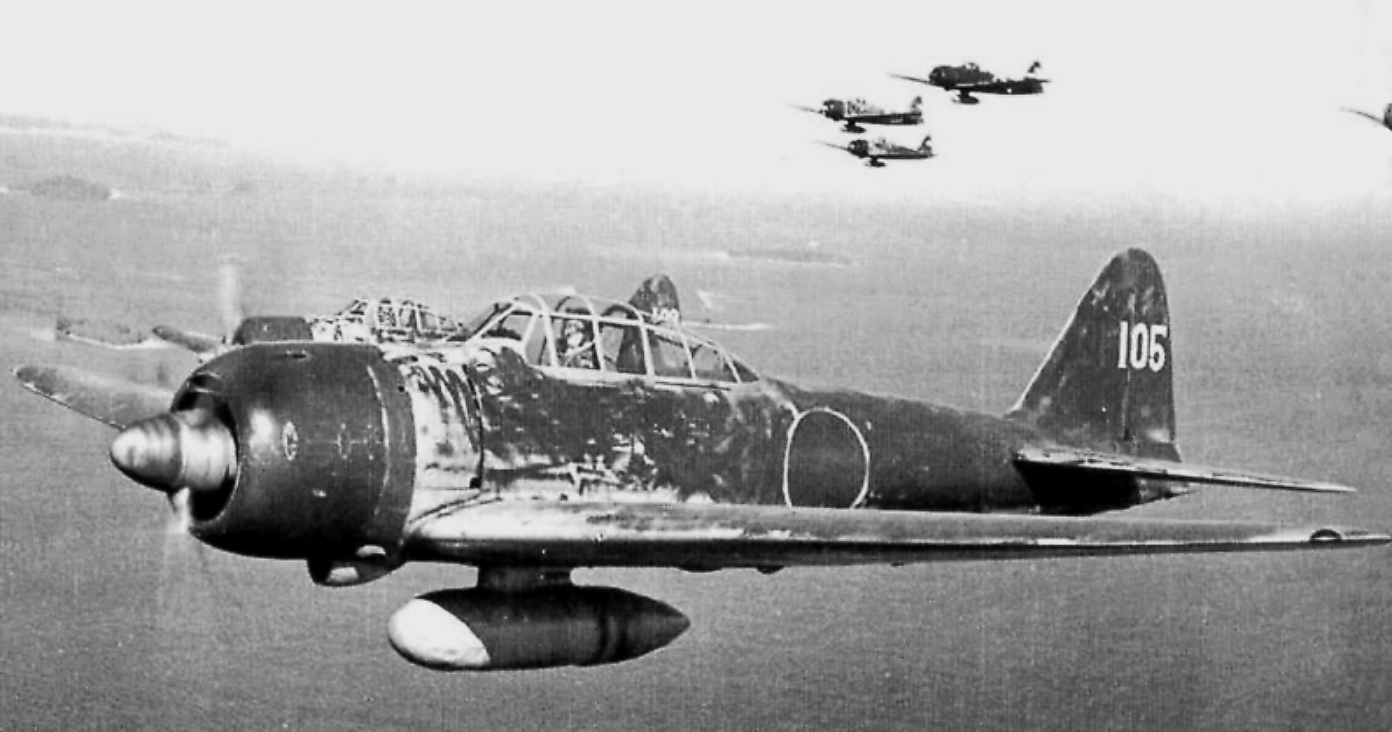
Hiroyoshi Nishizawa a bordo de um Mitsubishi A6M3 Zero modelo 22 em maio de 1943

Em 25 de outubro de 1944, Nishizawa liderou uma missão de escolta de cinco outras aeronaves, que transportavam bombas de 250kg (550 libras). Estas aeronaves, sob o comando do Tenente Yukio Seki, realizariam o primeiro ataque kamikaze oficial da história. Durante a missão, Nishizawa e seus acompanhantes conseguiram abater dois caças americanos, aumentando sua contagem pessoal de vitórias para 87.
Durante esse voo, Nishizawa teve uma premonição de sua própria morte. Depois de retornar à base e relatar o sucesso da missão, ele se ofereceu para participar da próxima missão kamikaze. No entanto, o Comandante Nakajima, considerando que um piloto brilhante como Nishizawa teria mais valor para seu país pilotando um caça do que mergulhando em um porta-aviões aliado, e preocupado com a premonição de Nishizawa, que teria lhe dito que "não viveria mais do que alguns dias", recusou seu pedido.
Um piloto menos experiente, Tomisaku Katsumata, acabou pilotando o avião de Nishizawa, armado com uma bomba de 250kg, atacando o porta-aviões USS Suwannee que, embora não tenha afundado, pegou fogo por várias horas, resultando em 85 mortos, 58 desaparecidos e 102 feridos entre sua tripulação.
Nishizawa acabou morrendo um dia depois deste incidente: em uma ironia da história, o maior ás da aviação japonês morreu como um indefeso passageiro.

## Morte
Na manhã de 26 de outubro de 1944, Nishizawa, juntamente com diversos outros pilotos do 201º kōkūtai, deixou Mabalacat a bordo de um bombardeiro do exército, o Nakajima Ki-49 Donryu (em japonês: 呑龍; dragão da tempestade) para buscar alguns Zeros substitutos no Campo de Aviação de Clark, em Lução. Enquanto sobrevoava a cidade de Calapan, na ilha de Mindoro, a aeronave de transporte foi atacada por dois  caças F6F Hellcat vindos do porta-aviões USS Wasp (CV-18) e foi derrubada, em chamas. Nishizawa, que acreditava nunca poder ser abatido em um combate aéreo, morreu como um passageiro indefeso.
Ao saber sobre a morte de Nishizawa, o comandante da Frota Combinada (em japonês: 聯合艦隊; Rengō Kantai), Almirante Soemu Toyoda, prestou-lhe homenagem com uma menção em comunicado para todas as unidades, e o promoveu postumamente à patente de subtenente. Devido à confusão existente no final da guerra, a publicação do comunicado foi atrasada, e o funeral do maior piloto de caça japonês não ocorreu até 2 de dezembro de 1947. Nishizawa também recebeu, postumamente, o nome Bukai-in Kohan Giko Kyoshi, uma frase zen-budista que pode ser traduzida como "No oceano militar, reflexo de todos os pilotos ilustres, uma honrada pessoa budista."